# Giuseppe Pecci (1776-1855)
Giuseppe Pecci (Gubbio, 13 aprile 1776 – Gubbio, 21 gennaio 1855) è stato un cardinale e vescovo cattolico italiano.

## Biografia
Nacque da famiglia nobile, figlio del conte Luigi Pecci, gonfaloniere di giustizia di Gubbio, e della contessa Anna Carbonana. Non era parente di papa Pecci. Studiò al seminario di Gubbio e successivamente all'Università di Perugia, dove si laureò in filosofia e in teologia l'8 maggio 1800.
Fu ordinato presbitero il 23 marzo 1799 ed ebbe via via incarichi sempre più importanti nella sua diocesi. Nel 1820 divenne prevosto del capitolo della cattedrale e nel 1821 vicario generale.
Il 22 novembre 1839 fu eletto vescovo titolare di Cesaropoli e amministratore apostolico della diocesi di Gubbio. L'8 dicembre dello stesso anno fu consacrato vescovo a Roma dal cardinale Costantino Patrizi Naro. Il 1º marzo 1841 divenne vescovo di Gubbio.
Papa Pio IX lo elevò al rango di cardinale nel concistoro del 30 settembre 1850 e il 3 ottobre dello stesso anno ricevette il titolo di Santa Balbina.
Morì a Gubbio e fu sepolto nella cattedrale della città.

## Genealogia episcopale
La genealogia episcopale è:
- Cardinale Scipione Rebiba
- Cardinale Giulio Antonio Santori
- Cardinale Girolamo Bernerio, O.P.
- Arcivescovo Galeazzo Sanvitale
- Cardinale Ludovico Ludovisi
- Cardinale Luigi Caetani
- Cardinale Ulderico Carpegna
- Cardinale Paluzzo Paluzzi Altieri degli Albertoni
- Papa Benedetto XIII
- Papa Benedetto XIV
- Papa Clemente XIII
- Cardinale Marcantonio Colonna
- Cardinale Giacinto Sigismondo Gerdil, B.
- Cardinale Giulio Maria della Somaglia
- Cardinale Carlo Odescalchi, S.I.
- Cardinale Costantino Patrizi Naro
- Cardinale Giuseppe Pecci